# Henri Bouvier
Henri Bouvier (ur. w 1901, zm. ??) – francuski pływak, olimpijczyk.
Na Igrzyskach Olimpijskich w 1924 wystartował na dystansie 200 m stylem klasycznym.
W 1923 i 1926 zdobył mistrzostwo Francji na dystansie 200 m stylem klasycznym.